# Světový pohár v alpském lyžování 2018/2019
Světový pohár v alpském lyžování 2018/2019 byl 53. ročník série vrcholných závodů v alpském lyžování organizovaný Mezinárodní lyžařskou federací. Premiérová sezóna Světového poháru se konala v roce 1967. Ročník začal během října 2018 tradičně v rakouském Söldenu, který hostil obří slalom jako úvodní závod sezóny poprvé v roce 2000. Vyvrcholení proběhlo v polovině března 2019 v andorrském Soldeu. Pyrenejské středisko hostilo světové finále poprvé. 
Sezónu přerušilo únorové Mistrovství světa 2019 v Åre. Po světovém šampionátu ukončila kariéru ženská rekordmanka v počtu 82 vyhraných závodů z 395 startů a čtyřnásobná šampionka Světového poháru Lindsey Vonnová ze Spojených států. Také dvojnásobný držitel velkého křišťálového glóbu a vítěz 36 závodů, Nor Aksel Lund Svindal, uzavřel po mistrovství profesionální dráhu. V březnu 2019 opustila závodní lyžování také švédská olympijská šampionka Frida Hansdotterová.
Celková vítězství z let 2017 a 2018 obhájili Rakušan Marcel Hirscher a Američanka Mikaela Shiffrinová, která tak získala třetí velký křišťálový glóbus. Osmým triumfem Hirscher navýšil historický rekord Světového poháru. Všechny tituly navíc vybojoval bez přerušení. V září 2019 oznámil konec sportovní kariéry. 

## Přehled

### Muži
Poosmé v řadě se celkovým vítězem sezóny stal Rakušan Marcel Hirscher, čímž na čele historických statistik navýšil rekordní zisk před šesti trofejemi krajanky Annemarie Moserové-Pröllové a mezi muži před pětinásobným šampionem Marcem Girardellim.  Jistotu obhajoby získal 10. března 2019 třetím místem ve slalomu v Kranjské Goře. Čtyři závody před koncem si zajistil nedostižitelný náskok 509 bodů před druhým Francouzem Alexisem Pinturaultem. Již předtím měl jistotu zisku šestého malého křišťálového glóbu ze slalomu i šestého triumfu z obřího slalomu.
Celkově tak po sezóně Hirscher vlastnil dvacet křišťálových glóbů, znamenajících absolutní rekord Světového poháru, když vyrovnal počet trofejí Lindsey Vonnové a mezi muži o jeden glóbus překonal Ingemara Stenmarka. V sezóně vyhrál devět závodů a v kariéře pak 68 soutěží, čímž se zařadil na třetí místo statistik za 86 vítězství Stenmarka a 82 triumfů Vonnové. Jednalo se o jeho poslední profesionální sezónu. V závěru září 2019 Rakušan oficiálně ukončil lyžařskou kariéru.

### Ženy
Celkové vítězství v sezóně potřetí v řadě připadlo Mikaele Shiffrinové, která tak získala třetí velký glóbus. Po Philu Mahreovi a Lindsey Vonnové se stala třetím americkým lyžařem, jenž dokázal vyhrát celkovou klasifikaci alespoň třikrát. Vítězství si zajistila již 2. března 2019 díky zrušenému superobřímu slalomu v sočském středisku Roza Chutor pro husté sněžení. Sedm závodů před koncem si tak vypracovala nedostižitelný náskok 719 bodů před druhou Slovenkou Petrou Vlhovou.
Shiffrinová v sezóně získala 2 204 bodů, což znamenalo druhý nejvyšší bodový zisk v historii série po 2 414 bodech Slovinky Tiny Mazeové z roku 2013. Stala se tak teprve třetím lyžařem, který dosáhl hranice dvou tisíc bodů. Krajan Bode Miller si jich v roce 2000 připsal právě 2 000. Již na počátku prosince 2018 se vítězným Super-G v Lake Louise stala prvním alpským lyžařem v historii, který zkompletoval výhry ze všech šesti disciplín Světového poháru. V témže měsíci – ve 23 letech a 9 měsících – pokořila jako nejmladší lyžař bez rozdílu pohlaví hranici padesáti vítězných závodů. Před ní tuto mez překonalo sedm lyžařů, čtyři muži a tři ženy. Triumfem z prosincového slalomu v Semmeringu se stala prvním lyžařem, který vyhrál patnáct závodů během jednoho kalendářního roku a touto 36. výhrou vystřídala na čele ženských slalomářských statistik Marlies Schildovou. Nakonec také překonala třicetiletý rekord bez rozdílu pohlaví, čtrnáct sezónních vítězství Vreni Schneiderové z roku 1989, když v ročníku ovládla sedmnáct závodů.
Vyjma celkového hodnocení Shiffrinová kralovala také v dílčích disciplínách – poprvé v superobřím slalomu i obřím slalomu a pošesté ve slalomu. Jako šestý lyžař historie si z jediného ročníku odnesla čtyři křišťálové glóby. Jediným pětinásobným šampionem dále zůstával Švýcar Pirmin Zurbriggen z roku 1987.

#### 2019: Městský závod ve Stockholmu

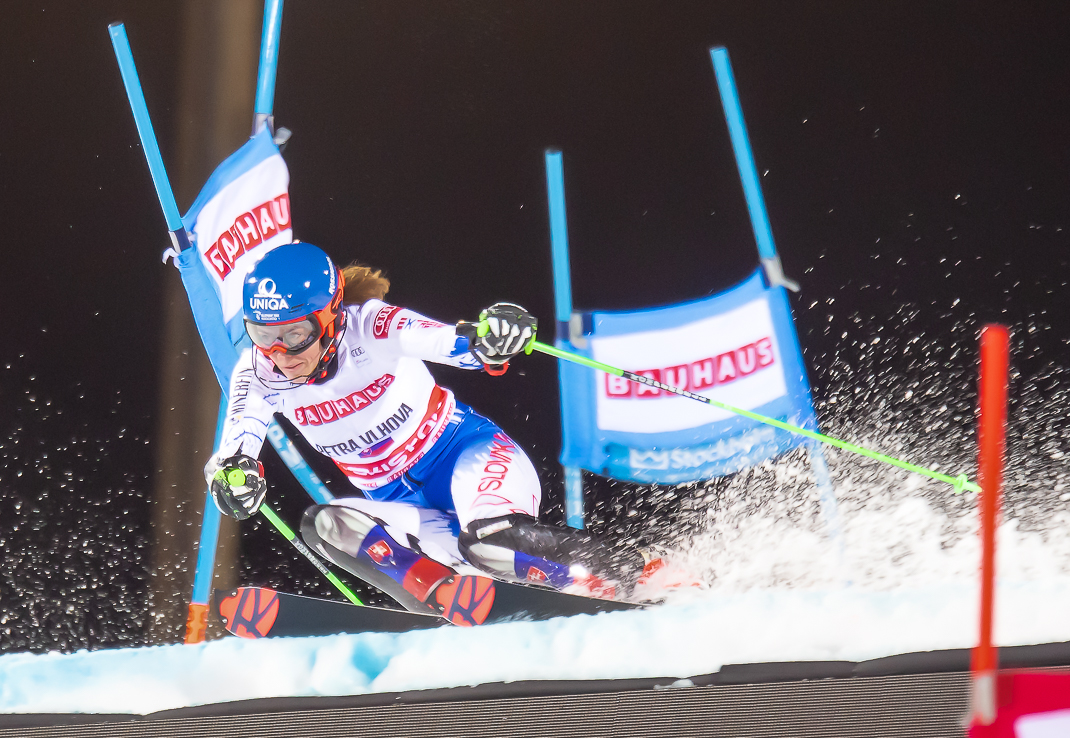
Petra Vlhová
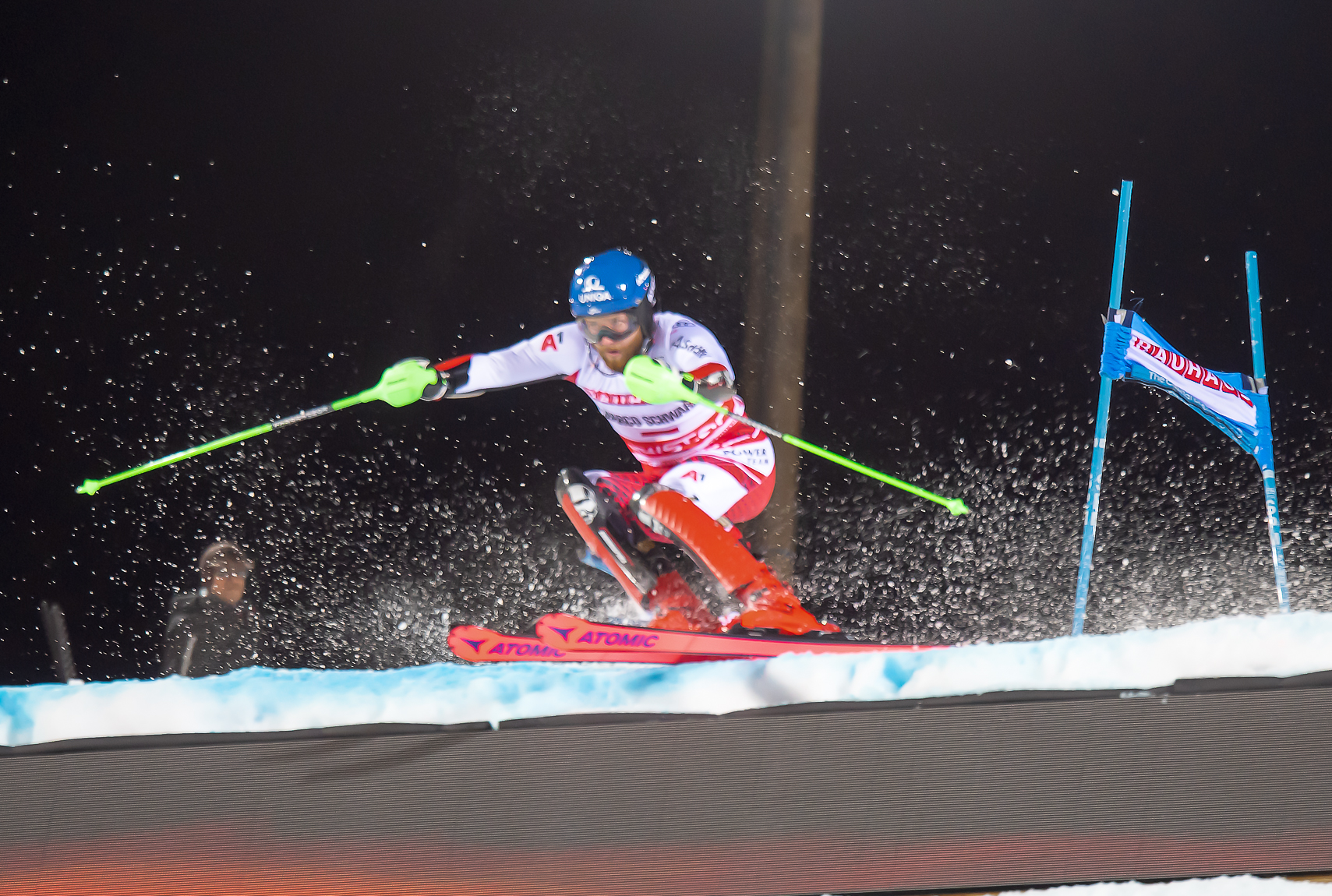
Marco Schwarz
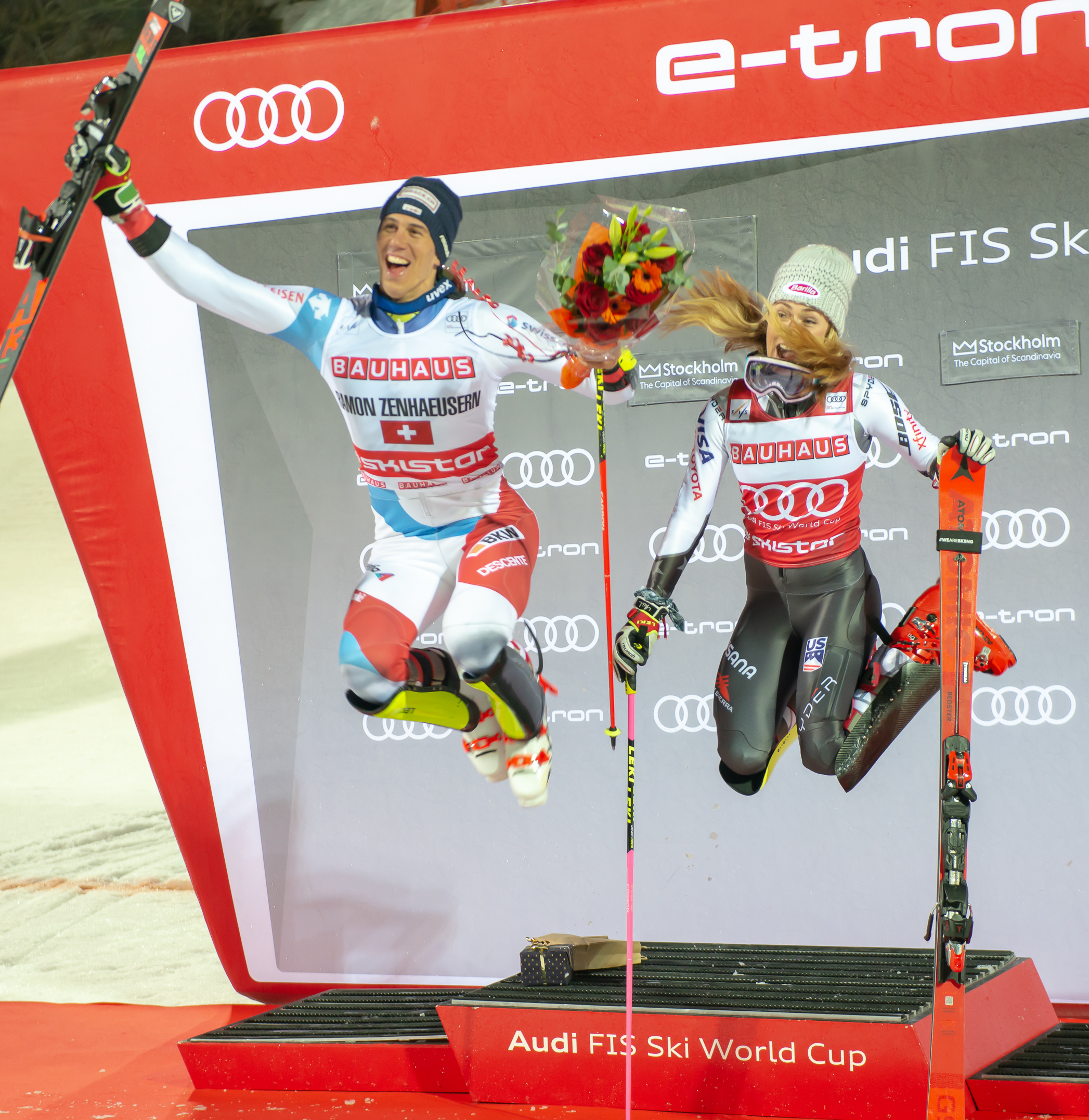
Vítězové Ramon Zenhäusern a Mikaela Shiffrinová
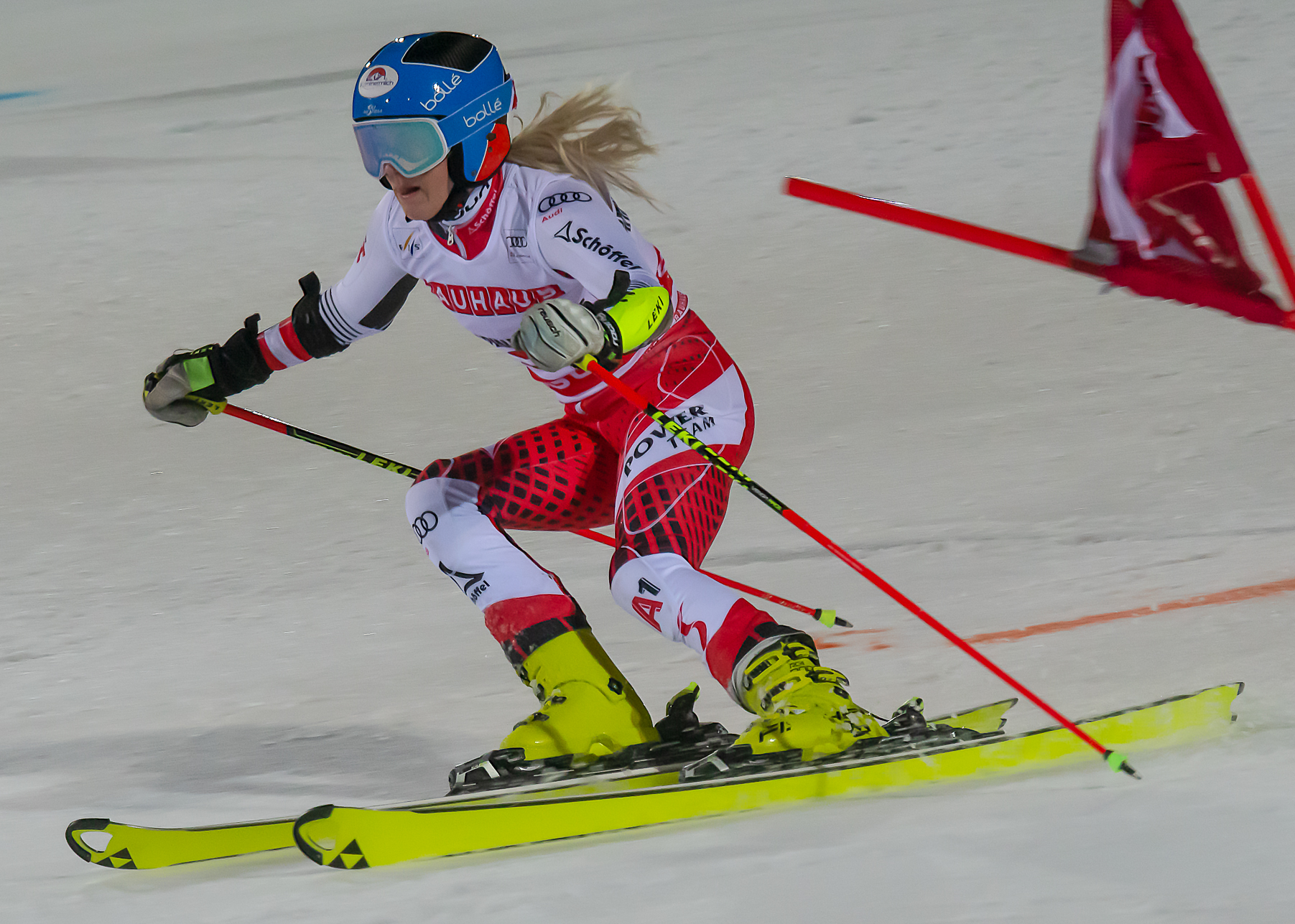
Katharina Truppeová
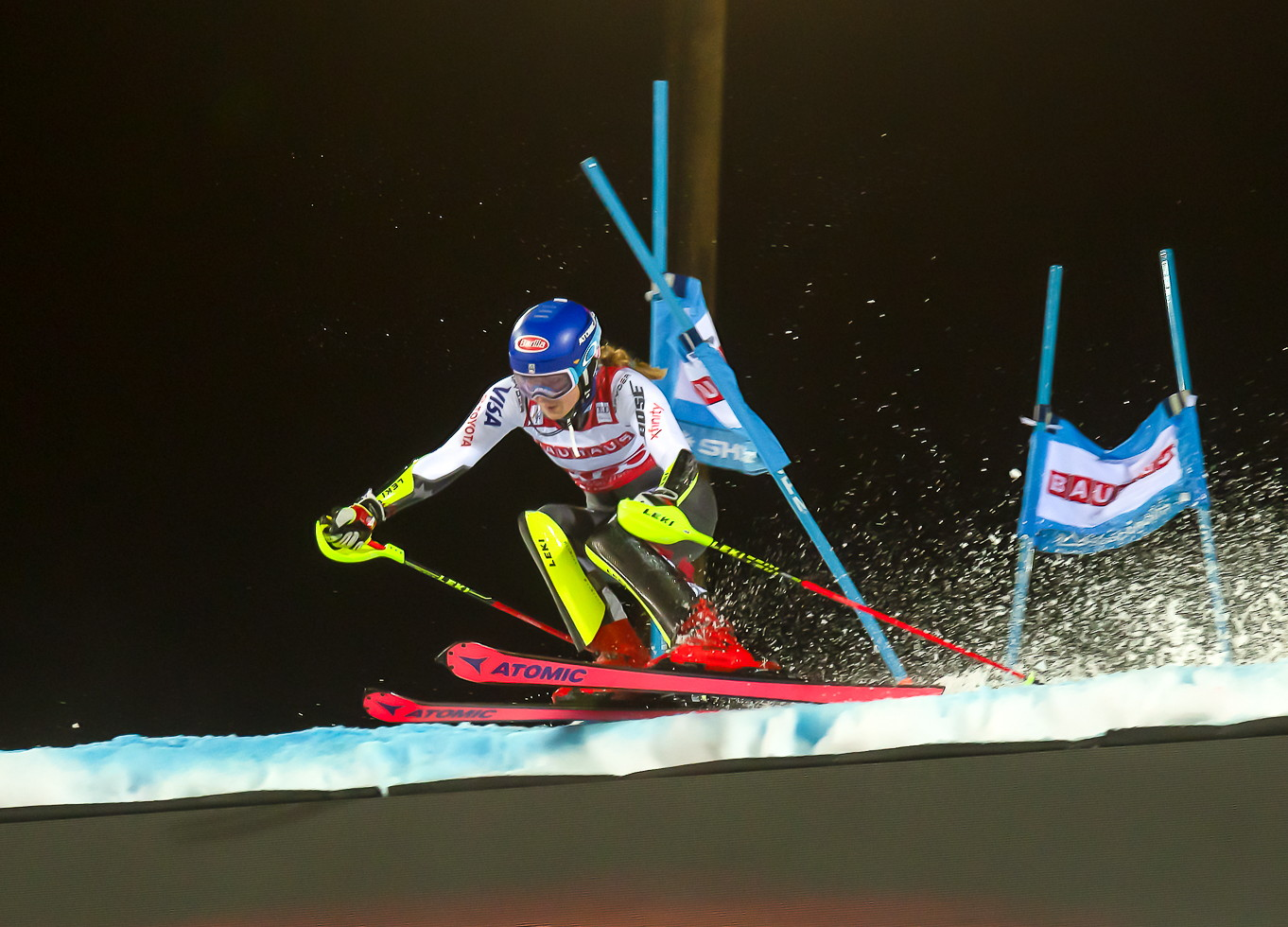
Mikaela Shiffrinová

## Muži

### Kalendář
| |        | 28. října 2018             | Sölden                     | OS cnx                     | husté sněžení a vichřice; přeloženo do Saalbachu-Hinterglemmu na 19. prosince   | husté sněžení a vichřice; přeloženo do Saalbachu-Hinterglemmu na 19. prosince   | husté sněžení a vichřice; přeloženo do Saalbachu-Hinterglemmu na 19. prosince   | [ 13 ] [ 14 ]                                                                   |
| 1709. | 1.     | 18. listopadu 2018         | Levi                       | SL 479                     | Marcel Hirscher                                                                 | Henrik Kristoffersen                                                            | André Myhrer                                                                    | [ 15 ]                                                                          |
| 1710. | 2.     | 24. listopadu 2018         | Lake Louise                | SJ 480                     | Max Franz                                                                       | Christof Innerhofer                                                             | Dominik Paris                                                                   | [ 16 ]                                                                          |
| 1711. | 3.     | 25. listopadu 2018         | Lake Louise                | SG 205                     | Kjetil Jansrud                                                                  | Vincent Kriechmayr                                                              | Mauro Caviezel                                                                  | [ 17 ]                                                                          |
| 1712. | 4.     | 30. listopadu 2018         | Beaver Creek               | SJ 481                     | Beat Feuz                                                                       | Mauro Caviezel                                                                  | Aksel Lund Svindal                                                              | [ 18 ]                                                                          |
| 1713. | 5.     | 1. prosince 2018           | Beaver Creek               | SG 206                     | Max Franz                                                                       | Mauro Caviezel                                                                  | Aleksander Aamodt Kilde Dominik Paris Aksel Lund Svindal                        | [ 19 ]                                                                          |
| 1714. | 6.     | 2. prosince 2018           | Beaver Creek               | OS 405                     | Stefan Luitz                                                                    | Marcel Hirscher                                                                 | Thomas Tumler                                                                   | [ 20 ]                                                                          |
| 1715. | 7.     | 8. prosince 2018           | Val-d'Isère                | OS 406                     | Marcel Hirscher                                                                 | Henrik Kristoffersen                                                            | Matts Olsson                                                                    | [ 21 ]                                                                          |
| |        | 9. prosince 2018           | Val-d'Isère                | SL cnx                     | husté sněžení a silný vítr; přeloženo do Saalbachu-Hinterglemmu na 20. prosince | husté sněžení a silný vítr; přeloženo do Saalbachu-Hinterglemmu na 20. prosince | husté sněžení a silný vítr; přeloženo do Saalbachu-Hinterglemmu na 20. prosince | husté sněžení a silný vítr; přeloženo do Saalbachu-Hinterglemmu na 20. prosince |
| 1716. | 8.     | 14. prosince 2018          | Val Gardena/Gröden         | SG 207                     | Aksel Lund Svindal                                                              | Christof Innerhofer                                                             | Kjetil Jansrud                                                                  | [ 22 ]                                                                          |
| 1717. | 9.     | 15. prosince 2018          | Val Gardena/Gröden         | SJ 482                     | Aleksander Aamodt Kilde                                                         | Max Franz                                                                       | Beat Feuz                                                                       | [ 23 ]                                                                          |
| 1718. | 10.    | 16. prosince 2018          | Alta Badia                 | OS 407                     | Marcel Hirscher                                                                 | Thomas Fanara                                                                   | Alexis Pinturault                                                               | [ 24 ]                                                                          |
| 1719. | 11.    | 17. prosince 2018          | Alta Badia                 | PG 004                     | Marcel Hirscher                                                                 | Thibaut Favrot                                                                  | Alexis Pinturault                                                               | [ 25 ]                                                                          |
| 1720. | 12.    | 19. prosince 2018          | Saalbach-Hinterglemm       | OS 408                     | Žan Kranjec                                                                     | Loïc Meillard                                                                   | Mathieu Faivre                                                                  | [ 26 ]                                                                          |
| 1721. | 13.    | 20. prosince 2018          | Saalbach-Hinterglemm       | SL 480                     | Marcel Hirscher                                                                 | Loïc Meillard                                                                   | Henrik Kristoffersen                                                            | [ 27 ]                                                                          |
| 1722. | 14.    | 22. prosince 2018          | Madonna di Campiglio       | SL 481                     | Daniel Yule                                                                     | Marco Schwarz                                                                   | Michael Matt                                                                    | [ 28 ]                                                                          |
| 1723. | 15.    | 28. prosince 2018          | Bormio                     | SJ 483                     | Dominik Paris                                                                   | Christof Innerhofer                                                             | Beat Feuz                                                                       | [ 29 ]                                                                          |
| 1724. | 16.    | 29. prosince 2018          | Bormio                     | SG 208                     | Dominik Paris                                                                   | Matthias Mayer                                                                  | Aleksander Aamodt Kilde                                                         | [ 30 ]                                                                          |
| 1725. | 17.    | 1. ledna 2019              | Oslo                       | MZ 009                     | Marco Schwarz                                                                   | Dave Ryding                                                                     | Ramon Zenhäusern                                                                | [ 31 ]                                                                          |
| 1726. | 18.    | 6. ledna 2019              | Záhřeb                     | SL 482                     | Marcel Hirscher                                                                 | Alexis Pinturault                                                               | Manuel Feller                                                                   | [ 32 ]                                                                          |
| 1727. | 19.    | 12. ledna 2019             | Adelboden                  | OS 409                     | Marcel Hirscher                                                                 | Henrik Kristoffersen                                                            | Thomas Fanara                                                                   | [ 33 ]                                                                          |
| 1728. | 20.    | 13. ledna 2019             | Adelboden                  | SL 483                     | Marcel Hirscher                                                                 | Clément Noël                                                                    | Henrik Kristoffersen                                                            | [ 34 ]                                                                          |
| 1729. | 21.    | 18. ledna 2019             | Wengen                     | SK 130                     | Marco Schwarz                                                                   | Victor Muffat-Jeandet                                                           | Alexis Pinturault                                                               | [ 35 ]                                                                          |
| 1730. | 22.    | 19. ledna 2019             | Wengen                     | SJ 484                     | Vincent Kriechmayr                                                              | Beat Feuz                                                                       | Aleksander Aamodt Kilde                                                         | [ 36 ]                                                                          |
| 1731. | 23.    | 20. ledna 2019             | Wengen                     | SL 484                     | Clément Noël                                                                    | Manuel Feller                                                                   | Marcel Hirscher                                                                 | [ 37 ]                                                                          |
| 1732. | 24.    | 25. ledna 2019             | Kitzbühel                  | SJ 485                     | Dominik Paris                                                                   | Beat Feuz                                                                       | Otmar Striedinger                                                               | [ 38 ]                                                                          |
| 1733. | 25.    | 26. ledna 2019             | Kitzbühel                  | SL 485                     | Clément Noël                                                                    | Marcel Hirscher                                                                 | Alexis Pinturault                                                               | [ 39 ]                                                                          |
| 1734. | 26.    | 27. ledna 2019             | Kitzbühel                  | SG 209                     | Josef Ferstl                                                                    | Johan Clarey                                                                    | Dominik Paris                                                                   | [ 40 ]                                                                          |
| 1735. | 27.    | 29. ledna 2019             | Schladming                 | SL 486                     | Marcel Hirscher                                                                 | Alexis Pinturault                                                               | Daniel Yule                                                                     | [ 41 ]                                                                          |
| |        | 2. února 2019              | Garmisch-Partenkirchen     | SJ cnx                     | mlha, déšť a husté sněžení, přeloženo do Kvitfjellu na 1. března                | mlha, déšť a husté sněžení, přeloženo do Kvitfjellu na 1. března                | mlha, déšť a husté sněžení, přeloženo do Kvitfjellu na 1. března                | mlha, déšť a husté sněžení, přeloženo do Kvitfjellu na 1. března                |
| 3. února 2019 | OS cnx | mlha, déšť a husté sněžení | mlha, déšť a husté sněžení | mlha, déšť a husté sněžení | mlha, déšť a husté sněžení                                                      |                                                                                 |                                                                                 |                                                                                 |
| |        | 5.–17. února 2019          | Åre                        | Mistrovství světa          | Mistrovství světa                                                               | Mistrovství světa                                                               | Mistrovství světa                                                               | Mistrovství světa                                                               |
| 1736. | 28.    | 19. února 2019             | Stockholm                  | MZ 010                     | Ramon Zenhäusern                                                                | André Myhrer                                                                    | Marco Schwarz                                                                   | [ 42 ]                                                                          |
| 1737. | 29.    | 22. února 2019             | Bansko                     | SK 131                     | Alexis Pinturault                                                               | Marcel Hirscher                                                                 | Štefan Hadalin                                                                  | [ 43 ]                                                                          |
| |        | 23. února 2019             | Bansko                     | SG cnx                     | husté sněžení                                                                   | husté sněžení                                                                   | husté sněžení                                                                   | husté sněžení                                                                   |
| 1738. | 30.    | 24. února 2019             | Bansko                     | OS 410                     | Henrik Kristoffersen                                                            | Marcel Hirscher                                                                 | Thomas Fanara                                                                   | [ 44 ]                                                                          |
| |        | 1. března 2019             | Kvitfjell                  | SJ cnx                     | husté sněžení                                                                   | husté sněžení                                                                   | husté sněžení                                                                   | husté sněžení                                                                   |
| 1739. | 31.    | 2. března 2019             | Kvitfjell                  | SJ 486                     | Dominik Paris                                                                   | Beat Feuz                                                                       | Matthias Mayer                                                                  | [ 45 ]                                                                          |
| 1740. | 32.    | 3. března 2019             | Kvitfjell                  | SG 210                     | Dominik Paris                                                                   | Kjetil Jansrud                                                                  | Beat Feuz                                                                       | [ 46 ]                                                                          |
| 1741. | 33.    | 9. března 2019             | Kranjska Gora              | OS 411                     | Henrik Kristoffersen                                                            | Rasmus Windingstad                                                              | Marco Odermatt                                                                  | [ 47 ]                                                                          |
| 1742. | 34.    | 10. března 2019            | Kranjska Gora              | SL 487                     | Ramon Zenhäusern                                                                | Henrik Kristoffersen                                                            | Marcel Hirscher                                                                 | [ 48 ]                                                                          |
| Finále Světového poháru |        |                            |                            |                            |                                                                                 |                                                                                 |                                                                                 |                                                                                 |
| 1743. | 35.    | 13. března 2019            | Soldeu                     | SJ 487                     | Dominik Paris                                                                   | Kjetil Jansrud                                                                  | Otmar Striedinger                                                               | [ 49 ]                                                                          |
| 1744. | 36.    | 14. března 2019            | Soldeu                     | SG 211                     | Dominik Paris                                                                   | Mauro Caviezel                                                                  | Vincent Kriechmayr                                                              | [ 50 ]                                                                          |
| 1745. | 37.    | 16. března 2019            | Soldeu                     | OS 412                     | Alexis Pinturault                                                               | Marco Odermatt                                                                  | Žan Kranjec                                                                     | [ 51 ]                                                                          |
| 1746. | 38.    | 17. března 2019            | Soldeu                     | SL 488                     | Clément Noël                                                                    | Manuel Feller                                                                   | Daniel Yule                                                                     | [ 52 ]                                                                          |
| Legenda |        |                            |                            |                            |                                                                                 |                                                                                 |                                                                                 |                                                                                 |
| SJ – sjezd, SL – slalom, OS – obří slalom, SG – Super-G, SK – superkombinace, MZ – městský závod (paralelní), PG – paralelní obří slalom |        |                            |                            |                            |                                                                                 |                                                                                 |                                                                                 |                                                                                 |

### Konečné pořadí
| Poř. | po 38 závodech       | body |
| ---- | -------------------- | ---- |
| 1.   | Marcel Hirscher      | 1546 |
| 2.   | Alexis Pinturault    | 1145 |
| 3.   | Henrik Kristoffersen | 1047 |
| 4.   | Dominik Paris        | 950  |
| 5.   | Vincent Kriechmayr   | 739  |

| Poř. | po 8 závodech           | body |
| ---- | ----------------------- | ---- |
| 1.   | Beat Feuz               | 540  |
| 2.   | Dominik Paris           | 520  |
| 3.   | Vincent Kriechmayr      | 339  |
| 4.   | Aleksander Aamodt Kilde | 284  |
| 5.   | Mauro Caviezel          | 282  |

| Poř. | po 7 závodech           | body |
| ---- | ----------------------- | ---- |
| 1.   | Dominik Paris           | 430  |
| 2.   | Vincent Kriechmayr      | 346  |
| 3.   | Mauro Caviezel          | 324  |
| 4.   | Kjetil Jansrud          | 316  |
| 5.   | Aleksander Aamodt Kilde | 299  |

| Poř. | po 9 závodech        | body |
| ---- | -------------------- | ---- |
| 1.   | Marcel Hirscher      | 680  |
| 2.   | Henrik Kristoffersen | 516  |
| 3.   | Alexis Pinturault    | 469  |
| 4.   | Žan Kranjec          | 344  |
| 5.   | Loic Meillard        | 313  |

| Poř. | po 12 závodech       | body |
| ---- | -------------------- | ---- |
| 1.   | Marcel Hirscher      | 786  |
| 2.   | Clément Noël         | 551  |
| 3.   | Daniel Yule          | 551  |
| 4.   | Ramon Zenhäusern     | 521  |
| 5.   | Henrik Kristoffersen | 516  |

| Poř. | po 2 závodech         | body |
| ---- | --------------------- | ---- |
| 1.   | Alexis Pinturault     | 160  |
| 2.   | Marco Schwarz         | 100  |
| 3.   | Mauro Caviezel        | 90   |
| 4.   | Riccardo Tonetti      | 82   |
| 5.   | Marcel Hirscher       | 80   |
|      | Victor Muffat-Jeandet | 80   |

## Ženy

### Kalendář
| 1602. | 1.     | 27. října 2018                                                            | Sölden                                                                    | OS 405                                                                    | Tessa Worleyová                                                                      | Federica Brignoneová                                                                 | Mikaela Shiffrinová                                                                  | [ 53 ]                                                                               |
| 1603. | 2.     | 17. listopadu 2018                                                        | Levi                                                                      | SL 455                                                                    | Mikaela Shiffrinová                                                                  | Petra Vlhová                                                                         | Bernadette Schildová                                                                 | [ 54 ]                                                                               |
| 1604. | 3.     | 24. listopadu 2018                                                        | Killington                                                                | OS 406                                                                    | Federica Brignoneová                                                                 | Ragnhild Mowinckelová                                                                | Stephanie Brunnerová                                                                 | [ 55 ]                                                                               |
| 1605. | 4.     | 25. listopadu 2018                                                        | Killington                                                                | SL 456                                                                    | Mikaela Shiffrinová                                                                  | Petra Vlhová                                                                         | Frida Hansdotterová                                                                  | [ 56 ]                                                                               |
| 1606. | 5.     | 30. listopadu 2018                                                        | Lake Louise                                                               | SJ 402                                                                    | Nicole Schmidhoferová                                                                | Michelle Gisinová                                                                    | Kira Weidleová                                                                       | [ 57 ]                                                                               |
| 1607. | 6.     | 1. prosince 2018                                                          | Lake Louise                                                               | SJ 403                                                                    | Nicole Schmidhoferová                                                                | Cornelia Hütterová                                                                   | Michelle Gisinová                                                                    | [ 58 ]                                                                               |
| 1608. | 7.     | 2. prosince 2018                                                          | Lake Louise                                                               | SG 227                                                                    | Mikaela Shiffrinová                                                                  | Ragnhild Mowinckelová                                                                | Viktoria Rebensburgová                                                               | [ 59 ]                                                                               |
| 1609. | 8.     | 8. prosince 2018                                                          | Svatý Mořic                                                               | SG 228                                                                    | Mikaela Shiffrinová                                                                  | Lara Gutová-Behramiová                                                               | Tina Weiratherová                                                                    | [ 60 ]                                                                               |
| 1610. | 9.     | 9. prosince 2018                                                          | Svatý Mořic                                                               | PS 005                                                                    | Mikaela Shiffrinová                                                                  | Petra Vlhová                                                                         | Wendy Holdenerová                                                                    | [ 61 ]                                                                               |
| |        | 14. prosince 2018                                                         | Val-d'Isère                                                               | SK cnx                                                                    | teplé počasí a nedostatek sněhu                                                      | teplé počasí a nedostatek sněhu                                                      | teplé počasí a nedostatek sněhu                                                      | [ 62 ] [ 63 ]                                                                        |
| 15. prosince 2018 | SJ cnx | teplé počasí a nedostatek sněhu; přesunuto do Val Gardeny na 18. prosince | teplé počasí a nedostatek sněhu; přesunuto do Val Gardeny na 18. prosince | teplé počasí a nedostatek sněhu; přesunuto do Val Gardeny na 18. prosince | teplé počasí a nedostatek sněhu; přesunuto do Val Gardeny na 18. prosince            |                                                                                      |                                                                                      |                                                                                      |
| 16. prosince 2018 | SG cnx | teplé počasí a nedostatek sněhu; přesunuto do Val Gardeny na 19. prosince | teplé počasí a nedostatek sněhu; přesunuto do Val Gardeny na 19. prosince | teplé počasí a nedostatek sněhu; přesunuto do Val Gardeny na 19. prosince | teplé počasí a nedostatek sněhu; přesunuto do Val Gardeny na 19. prosince            |                                                                                      |                                                                                      |                                                                                      |
| 1611. | 10.    | 18. prosince 2018                                                         | Val Gardena/Gröden                                                        | SJ 404                                                                    | Ilka Štuhecová                                                                       | Nicol Delagová                                                                       | Ramona Siebenhoferová                                                                | [ 64 ]                                                                               |
| 1612. | 11.    | 19. prosince 2018                                                         | Val Gardena/Gröden                                                        | SG 229                                                                    | Ilka Štuhecová                                                                       | Nicole Schmidhoferová Tina Weiratherová                                              | 3. místo neuděleno                                                                   | [ 65 ]                                                                               |
| 1613. | 12.    | 21. prosince 2018                                                         | Courchevel                                                                | OS 407                                                                    | Mikaela Shiffrinová                                                                  | Viktoria Rebensburgová                                                               | Tessa Worleyová                                                                      | [ 66 ]                                                                               |
| 1614. | 13.    | 22. prosince 2018                                                         | Courchevel                                                                | SL 457                                                                    | Mikaela Shiffrinová                                                                  | Petra Vlhová                                                                         | Frida Hansdotterová                                                                  | [ 67 ]                                                                               |
| 1615. | 14.    | 28. prosince 2018                                                         | Semmering                                                                 | OS 408                                                                    | Petra Vlhová                                                                         | Viktoria Rebensburgová                                                               | Tessa Worleyová                                                                      | [ 68 ]                                                                               |
| 1616. | 15.    | 29. prosince 2018                                                         | Semmering                                                                 | SL 458                                                                    | Mikaela Shiffrinová                                                                  | Petra Vlhová                                                                         | Wendy Holdenerová                                                                    | [ 69 ]                                                                               |
| 1617. | 16.    | 1. ledna 2019                                                             | Oslo                                                                      | MZ 009                                                                    | Petra Vlhová                                                                         | Mikaela Shiffrinová                                                                  | Wendy Holdenerová                                                                    | [ 70 ]                                                                               |
| 1618. | 17.    | 5. ledna 2019                                                             | Záhřeb                                                                    | SL 459                                                                    | Mikaela Shiffrinová                                                                  | Petra Vlhová                                                                         | Wendy Holdenerová                                                                    | [ 71 ]                                                                               |
| 1619. | 18.    | 8. ledna 2019                                                             | Flachau                                                                   | SL 460                                                                    | Petra Vlhová                                                                         | Mikaela Shiffrinová                                                                  | Katharina Liensbergerová                                                             | [ 72 ]                                                                               |
| |        | 12. ledna 2019                                                            | St. Anton                                                                 | SJ cnx                                                                    | husté sněžení, více než tři metry sněhu; přesunuto do Cortiny d'Ampezzo na 18. ledna | husté sněžení, více než tři metry sněhu; přesunuto do Cortiny d'Ampezzo na 18. ledna | husté sněžení, více než tři metry sněhu; přesunuto do Cortiny d'Ampezzo na 18. ledna | husté sněžení, více než tři metry sněhu; přesunuto do Cortiny d'Ampezzo na 18. ledna |
| 13. ledna 2019 | SG cnx | husté sněžení, více než tři metry sněhu                                   | husté sněžení, více než tři metry sněhu                                   | husté sněžení, více než tři metry sněhu                                   | husté sněžení, více než tři metry sněhu                                              |                                                                                      |                                                                                      |                                                                                      |
| 1620. | 19.    | 15. ledna 2019                                                            | Kronplatz                                                                 | OS 409                                                                    | Mikaela Shiffrinová                                                                  | Tessa Worleyová                                                                      | Marta Bassinová                                                                      | [ 73 ]                                                                               |
| 1621. | 20.    | 18. ledna 2019                                                            | Cortina d'Ampezzo                                                         | SJ 405                                                                    | Ramona Siebenhoferová                                                                | Ilka Štuhecová                                                                       | Stephanie Venierová                                                                  | [ 74 ]                                                                               |
| 1622. | 21.    | 19. ledna 2019                                                            | Cortina d'Ampezzo                                                         | SJ 406                                                                    | Ramona Siebenhoferová                                                                | Nicole Schmidhoferová                                                                | Ilka Štuhecová                                                                       | [ 75 ]                                                                               |
| 1623. | 22.    | 20. ledna 2019                                                            | Cortina d'Ampezzo                                                         | SG 230                                                                    | Mikaela Shiffrinová                                                                  | Tina Weiratherová                                                                    | Tamara Tipplerová                                                                    | [ 76 ]                                                                               |
| 1624. | 23.    | 26. ledna 2019                                                            | Garmisch-Partenkirchen                                                    | SG 231                                                                    | Nicole Schmidhoferová                                                                | Sofia Goggiová                                                                       | Lara Gutová-Behramiová                                                               | [ 77 ]                                                                               |
| 1625. | 24.    | 27. ledna 2019                                                            | Garmisch-Partenkirchen                                                    | SJ 407                                                                    | Stephanie Venierová                                                                  | Sofia Goggiová                                                                       | Kira Weidleová                                                                       | [ 78 ]                                                                               |
| 1626. | 25.    | 1. února 2019                                                             | Maribor                                                                   | OS 410                                                                    | Mikaela Shiffrinová Petra Vlhová                                                     | 2. místo neuděleno                                                                   | Ragnhild Mowinckelová                                                                | [ 79 ]                                                                               |
| 1627. | 26.    | 2. února 2019                                                             | Maribor                                                                   | SL 461                                                                    | Mikaela Shiffrinová                                                                  | Anna Swennová-Larssonová                                                             | Wendy Holdenerová                                                                    | [ 80 ]                                                                               |
| |        | 5.–17. února 2019                                                         | Åre                                                                       | Mistrovství světa                                                         | Mistrovství světa                                                                    | Mistrovství světa                                                                    | Mistrovství světa                                                                    | Mistrovství světa                                                                    |
| 1628. | 27.    | 19. února 2019                                                            | Stockholm                                                                 | MZ 010                                                                    | Mikaela Shiffrinová                                                                  | Christina Geigerová                                                                  | Anna Swennová-Larssonová                                                             | [ 81 ]                                                                               |
| 1629. | 28.    | 23. února 2019                                                            | Crans-Montana                                                             | SJ 408                                                                    | Sofia Goggiová                                                                       | Nicole Schmidhoferová                                                                | Corinne Suterová                                                                     | [ 82 ]                                                                               |
| 1630. | 29.    | 24. února 2019                                                            | Crans-Montana                                                             | SK 104                                                                    | Federica Brignoneová                                                                 | Roni Remmeová                                                                        | Wendy Holdenerová                                                                    | [ 83 ]                                                                               |
| |        | 1. března 2019                                                            | Roza Chutor                                                               | SJ cnx                                                                    | husté sněžení                                                                        | husté sněžení                                                                        | husté sněžení                                                                        | husté sněžení                                                                        |
| 2. března 2019 | SG cnx |                                                                           | Roza Chutor                                                               |                                                                           | husté sněžení                                                                        | husté sněžení                                                                        | husté sněžení                                                                        | husté sněžení                                                                        |
| 3. března 2019 | SG cnx |                                                                           | Roza Chutor                                                               |                                                                           | husté sněžení                                                                        | husté sněžení                                                                        | husté sněžení                                                                        | husté sněžení                                                                        |
| 1631. | 30.    | 8. března 2019                                                            | Špindlerův Mlýn                                                           | OS 411                                                                    | Petra Vlhová                                                                         | Viktoria Rebensburgová                                                               | Mikaela Shiffrinová                                                                  | [ 84 ]                                                                               |
| 1632. | 31.    | 9. března 2019                                                            | Špindlerův Mlýn                                                           | SL 462                                                                    | Mikaela Shiffrinová                                                                  | Wendy Holdenerová                                                                    | Petra Vlhová                                                                         | [ 85 ]                                                                               |
| Finále Světového poháru |        |                                                                           |                                                                           |                                                                           |                                                                                      |                                                                                      |                                                                                      |                                                                                      |
| 1633. | 32.    | 13. března 2019                                                           | Soldeu                                                                    | SJ 409                                                                    | Mirjam Puchnerová                                                                    | Viktoria Rebensburgová                                                               | Corinne Suterová                                                                     | [ 86 ]                                                                               |
| 1634. | 33.    | 14. března 2019                                                           | Soldeu                                                                    | SG 232                                                                    | Viktoria Rebensburgová                                                               | Tamara Tipplerová                                                                    | Federica Brignoneová                                                                 | [ 87 ]                                                                               |
| 1635. | 34.    | 16. března 2019                                                           | Soldeu                                                                    | SL 463                                                                    | Mikaela Shiffrinová                                                                  | Wendy Holdenerová                                                                    | Petra Vlhová                                                                         | [ 88 ]                                                                               |
| 1636. | 35.    | 17. března 2019                                                           | Soldeu                                                                    | OS 412                                                                    | Mikaela Shiffrinová                                                                  | Alice Robinsonová                                                                    | Petra Vlhová                                                                         | [ 89 ]                                                                               |
| Legenda |        |                                                                           |                                                                           |                                                                           |                                                                                      |                                                                                      |                                                                                      |                                                                                      |
| SJ – sjezd, SL – slalom, OS – obří slalom, SG – Super-G, SK – superkombinace, MZ – městský závod (paralelní), PS – paralelní slalom |        |                                                                           |                                                                           |                                                                           |                                                                                      |                                                                                      |                                                                                      |                                                                                      |

### Konečné pořadí
| Poř. | po 35 závodech         | body |
| ---- | ---------------------- | ---- |
| 1.   | Mikaela Shiffrinová    | 2204 |
| 2.   | Petra Vlhová           | 1355 |
| 3.   | Wendy Holdenerová      | 1079 |
| 4.   | Viktoria Rebensburgová | 814  |
| 5.   | Nicole Schmidhoferová  | 771  |

| Poř. | po 8 závodech         | body |
| ---- | --------------------- | ---- |
| 1.   | Nicole Schmidhoferová | 468  |
| 2.   | Stephanie Venierová   | 372  |
| 3.   | Ramona Siebenhoferová | 354  |
| 4.   | Ilka Štuhecová        | 343  |
| 5.   | Kira Weidleová        | 307  |

| Poř. | po 6 závodech          | body |
| ---- | ---------------------- | ---- |
| 1.   | Mikaela Shiffrinová    | 350  |
| 2.   | Nicole Schmidhoferová  | 303  |
| 3.   | Tina Weiratherová      | 268  |
| 4.   | Viktoria Rebensburgová | 257  |
| 5.   | Ragnhild Mowinckelová  | 247  |

| Poř. | po 8 závodech          | body |
| ---- | ---------------------- | ---- |
| 1.   | Mikaela Shiffrinová    | 615  |
| 2.   | Petra Vlhová           | 478  |
| 3.   | Tessa Worleyová        | 460  |
| 4.   | Viktoria Rebensburgová | 380  |
| 5.   | Federica Brignoneová   | 360  |

| Poř. | po 12 závodech           | body |
| ---- | ------------------------ | ---- |
| 1.   | Mikaela Shiffrinová      | 1160 |
| 2.   | Petra Vlhová             | 877  |
| 3.   | Wendy Holdenerová        | 681  |
| 4.   | Anna Swennová-Larssonová | 486  |
| 5.   | Frida Hansdotterová      | 479  |

| Poř. | po 1 závodu          | body |
| ---- | -------------------- | ---- |
| 1.   | Federica Brignoneová | 100  |
| 2.   | Roni Remmeová        | 80   |
| 3.   | Wendy Holdenerová    | 60   |
| 4.   | Rahel Koppová        | 50   |
| 5.   | Patrizia Dorschová   | 45   |

## Týmová soutěž

### Kalendář
| Finále Světového poháru                   |    |                 |        |        |                                                                                          | |                                                                                            |        |
| 14.                                       | 1. | 15. března 2019 | Soldeu | PG 011 | ŠvýcarskoAline Daniothová Wendy Holdenerová Sandro SimonetN Daniel Yule Ramon Zenhäusern | NorskoMina Fürst Holtmannová Sebastian Foss-Solevåg Kristin LysdahlováN Leif Kristian Nestvold-Haugen Thea Louise Stjernesundová Rasmus WindingstadN | NěmeckoLena Dürrová Christina Geigerová Fabian Himmelsbach Alexander SchmidN Anton Tremmel | [ 90 ] |
| Legenda                                   |    |                 |        |        |                                                                                          | |                                                                                            |        |
| PG – paralelní obří slalom, N – náhradník |    |                 |        |        |                                                                                          | |                                                                                            |        |

## Pohár národů
| Poř. | po 74 závodech | body  |
| ---- | -------------- | ----- |
| 1.   | Rakousko       | 11581 |
| 2.   | Švýcarsko      | 8102  |
| 3.   | Norsko         | 5716  |
| 4.   | Itálie         | 5685  |
| 5.   | Francie        | 5543  |

| Poř. | po 39 závodech | body |
| ---- | -------------- | ---- |
| 1.   | Rakousko       | 6102 |
| 2.   | Švýcarsko      | 4650 |
| 3.   | Francie        | 4202 |
| 4.   | Norsko         | 3754 |
| 5.   | Itálie         | 2881 |

| Poř. | po 36 závodech | body |
| ---- | -------------- | ---- |
| 1.   | Rakousko       | 5479 |
| 2.   | Švýcarsko      | 3452 |
| 3.   | Itálie         | 2804 |
| 4.   | USA            | 2498 |
| 5.   | Norsko         | 1962 |

## Nejvyšší výdělky
| Poř. | lyžař                | výdělek     |
| ---- | -------------------- | ----------- |
| 1.   | Marcel Hirscher      | 565 111 CHF |
| 2.   | Dominik Paris        | 382 710 CHF |
| 3.   | Alexis Pinturault    | 242 631 CHF |
| 4.   | Henrik Kristoffersen | 234 150 CHF |
| 5.   | Clément Noël         | 207 860 CHF |

| Poř. | lyžařka                | výdělek     |
| ---- | ---------------------- | ----------- |
| 1.   | Mikaela Shiffrinová    | 886 386 CHF |
| 2.   | Petra Vlhová           | 428 195 CHF |
| 3.   | Nicole Schmidhoferová  | 209 450 CHF |
| 4.   | Viktoria Rebensburgová | 174 750 CHF |
| 5.   | Wendy Holdenerová      | 166 909 CHF |

## Ukončení kariéry
Následující lyžaři ukončili kariéru ve Světovém poháru:
| - Phil Brown - Erik Guay - Thomas Fanara - Mattias Hargin - Werner Heel - Marcel Hirscher - Patrick Küng - Thomas Mermillod Blondin - Steve Missillier - Felix Neureuther - Andreas Romar - Philipp Schörghofer - Aksel Lund Svindal - Sandro Viletta - Natko Zrnčić-Dim | - Margot Bailetová - Taina Bariozová - Anne-Sophie Barthetová - Adeline Baudová Mugnierová - Alexandra Colettiová - Chiara Costazzaová - Kristine Gjelsten Haugenová - Frida Hansdotterová - Anna Hoferová - Ann-Katrin Maggová - Lindsey Vonnová |